# Marco Schütz
Marco Schütz (* 19. Februar 1985 in Villingen-Schwenningen) ist ein ehemaliger deutscher Eishockeyspieler, der über viele Jahre in den zwei höchsten deutschen Spielklassen aktiv war, vor allem für die Heilbronner Falken, Schwenninger Wild Wings und die Adler Mannheim.

## Spielerkarriere
Der 1,78 m große Verteidiger begann seine Karriere bei den Jungadlern Mannheim in der Deutschen Nachwuchsliga, 2002/03 absolvierte er seine ersten DEL-Einsätze für die Wild Wings. Nach drei Jahren beim DEL-Rekordmeister Adler Mannheim und deren Farmteam, den Heilbronner Falken, kehrte Schütz zurück nach Schwenningen, wo er zwei Jahre lang in der 2. Bundesliga spielte. In der Saison 2006/07 absolvierte Schütz zudem zwei DEL-Spiele für die Augsburger Panther.
Von 2008 bis 2011 stand Schütz im Kader der Heilbronner Falken, ehe er für die Spielzeit 2011/12 einen Vertrag bei den Eispiraten Crimmitschau unterschrieb. Bereits zur darauf folgenden Saison 2012/13 wechselte er zum amtierenden Zweitligameister, den Landshut Cannibals. Nach einer Saison bei den Bietigheim Steelers (2013/14) landete Schütz beim EC Bad Nauheim. Dort bildet er mit Max Campbell, Matt Beca, Kyle Helms und Maik Blankart die zweite Reihe.
Im Juni 2015 kehrte er zu den Falken zurück und gehörte dort zwei Jahre lang zum Stammkader, hatte aber mit Verletzungen zu kämpfen. 2017 beendete Schütz seine Karriere und wurde Assistenztrainer bei den Falken. AB 2019 war er Teammanager bei den Falken.

### International
Für die Deutschen Juniorennationalmannschaften stand Marco Schütz bei der U18-WM 2003 sowie der U20-Weltmeisterschaft 2005 auf dem Eis.

## Karrierestatistik
(Legende zur Spielerstatistik: Sp oder GP = absolvierte Spiele; T oder G = erzielte Tore; V oder A = erzielte Assists; Pkt oder Pts = erzielte Scorerpunkte; SM oder PIM = erhaltene Strafminuten; +/− = Plus/Minus-Bilanz; PP = erzielte Überzahltore; SH = erzielte Unterzahltore; GW = erzielte Siegtore; 1 Play-downs/Relegation; Kursiv: Statistik nicht vollständig)